# Miko Virtanen
Miko Virtanen (* 29. Januar 1999 in Tampere) ist ein finnischer Fußballspieler, der bei den Cove Rangers unter Vertrag steht.

## Karriere

### Verein
Miko Virtanen begann seine Karriere als Vierjähriger in seiner finnischen Heimatstadt bei Tampereen Pallo-Veikot. Für den Verein aus dem südwestlichen Finnland spielte er bis zum Jahr 2011. Bei einem internationalen Jugendturnier konnte er 2011 beeindrucken, woraufhin er im Alter von 13 Jahren mit seiner Familie ins englische Liverpool zog. Virtanen spielte fortan die nächsten sechs Jahre in der Jugendakademie des FC Everton. Hier eignete er sich dem Scouse an, einem englischen Dialekt das nur um die Stadt Liverpool gesprochen wird.
Im Juli 2017 verließ er den FC Everton und war die nächsten vier Monate ohne Verein. Nach einem erfolgreichen Probetraining nahm ihn im November 2017 der schottische Erstligist FC Aberdeen unter Vertrag. Mit der Vertragsunterschrift hegte er die Hoffnung in den Kader der finnischen U-19-Nationalmannschaft für die Europameisterschaft in seinem Heimatland berufen zu werden.
Nachdem er in der folgenden Zeit in der U-20-Mannschaft der „Dons“ gespielt hatte, wurde er im August 2019 an den schottischen Zweitligisten FC Arbroath verliehen. Sein Debüt als Profi gab er am 21. September 2019 im Auswärtsspiel im Tannadice Park gegen Dundee United. Für den Aufsteiger absolvierte er in der aufgrund der COVID-19-Pandemie vorzeitig abgebrochenen Saison 2019/20 insgesamt 20 Ligaspiele.

### Nationalmannschaft
Miko Virtanen spielte im Jahr 2016 zweimal in der finnischen U-17. Ein Jahr später debütierte er in der U-19-Nationalmannschaft, mit der er 2018 an der Europameisterschaft in seinem Heimatland teilnahm. Dabei kam er dreimal in der Gruppenphase zum Einsatz. Im Jahr 2019 absolvierte Virtanen noch fünf Spiele in der U21.